# 浅沼創一
浅沼 創一 (あさぬま そういち、1944年1月3日 - ) は日本の俳優・声優。赤坂プロに所属していた。

## 出演

### 映画
MOVIE WALKER PLUSによる
- 緑はるかに  (1955年, 井上梅次監督, 日活) - チビ真 役
- 七つボタン  (1955年, 古川卓巳監督, 日活) - 田中進 役
- 江戸の小鼠たち  (1957年,  冬島泰三監督, 日活) - 留八 役
- 不道徳教育講座  (1959年, 西河克己監督, 日活) - 朝吹康二 役
- 無言の乱斗  (1959年, 西河克己監督, 日活) - 栗田勝 役
- やくざ先生  (1960年, 松尾昭典監督, 日活) - 富士夫 役
- あれが港の灯だ  (1961年, 今井正監督, 東映) - 西岡甲板長の息子浩 役
- 青い狩人 (1961年,  井田探監督, 東映) - 高津 役
- 忍者部隊月光  (1964年,  土屋啓之助監督, 東映) - 新月 役
- 関東おんなド根性 (1969年, 井上昭監督, 大映) - 五月雨の松吉 役

### テレビ
- 特別機動捜査隊  (NET、東映)
  - 第71話「冷たい石」（1963年3月6日）
  - 第92話「歪んだ太陽」（1963年7月31日）
  - 第101話「台風圏」（1963年10月2日）
  - 第122話「ひったくり」（1964年2月26日）
  - 第173話「若い炎」（1965年2月17日）
  - 第194話「河の女」（1965年7月14日) - 一彦 役
  - 第205話「歌のある街」（1965年9月29日) - 健次 役
  - 第232話「大噴煙」（1966年4月6日）
  - 第233話「続 大噴煙」（1966年4月13日）
  - 第287話「夕陽の町」（1967年4月26日) - 滝 役
  - 第305話「富士山頂」（1967年8月30日) - 伊東 役
  - 第318話「怪奇の家」（1967年11月29日) - 鈴木 役
  - 第334話「煙が目にしみる」（1968年3月20日）
  - 第464話「玄界灘の夕焼け」（1970年9月23日) - 高松 役
  - 第469話「絶望の詩」（1970年10月28日) - 夏木 役
- 忍者部隊月光  (1964年  国際放映) - 新月 役
- ザ・ガードマン  (TBS、大映テレビ室) 
  - 第7話「狂った獣（けだもの）」（1965年5月21日）
  - 第15話「人間の絆」（1965年7月16日）